# گزنوک
گزنو روستایی در دهستان قائن بخش مرکزی شهرستان قائنات استان خراسان جنوبی ایران است. بر پایه سرشماری عمومی نفوس و مسکن در سال ۱۳۹۰ جمعیت این روستا ۱۷۶ نفر (در ۵۶ خانوار) بوده‌است.
ضمنا منفی شدن جمعیت  روستای گزنوک  ( گزنو )، به دو دلیل می باشد  دلیل اول مهاجرت  جوانانی که ازدواج کرده اند از روستا  بسوی شهرهای مختلف قاین و گناباد   دلیل دوم مسن بودن  افرادی که در روستا ساکن می باشند 